# Patronal
Patronal es el nombre genérico que se da al empleador individual o a las asociaciones de empleadores. En diversos países de habla hispana se utiliza con diferentes alcances, abarcando tanto el primer alcance como el segundo, o solo este último.
Sustituyen a las asociaciones comerciales en algunos países con economía social de mercado que requieren de diálogo social.

## El empleador individual
En términos de relaciones laborales la patronal es el grupo de personas e instancias en las que se toman las decisiones que afectan a la contratación, condiciones de prestación de servicios y despido de los trabajadores en relación de dependencia. La patronal o el empleador es quien crea un puesto de trabajo y lo ofrece con el fin de que sea ocupado por un trabajador bajo su dependencia y a través de un contrato de trabajo.
En algunas ocasiones se confunde "empleador" o "patronal" con "empresa", aunque estrictamente los términos difieren considerablemente, porque la empresa también está integrada por los trabajadores que pertenecen a ella, a la vez que la expresión incluye los activos de la misma y empleados jerárquicos (gerentes y directores) que no son empleadores.
El término "patronal" o "empleador" también se identifica con "capitalista" o "inversor". Sin embargo ambos también registran diferencias notables, desde el momento que un capitalista o un inversor, suelen no conocer en detalle la gestión de las empresas en las que invierten, e incluso pueden ser personas sin capacidad jurídica (niños, inhabilitados, etc.).

## Asociaciones de empleadores
Como grupo de presión que puede alterar el funcionamiento de un mercado libre, son objeto del mismo recelo que los sindicatos de trabajadores para los teóricos del liberalismo económico, desde Adam Smith.
Su diferencia es notable con los gremios propios del Antiguo Régimen, donde al menos en apariencia los maestros compartían con oficiales e incluso aprendices los mismos intereses económicos.
Por tanto, la patronal es una institución que encuentra su razón de ser con el surgimiento de un empresario capitalista que tenga una clara conciencia de sus intereses, contrapuestos a los de los trabajadores; y que de algún modo debe salvar la contraposición de intereses que la competencia de un mercado libre le hace tener con el resto de empresarios, y sobre todo le permita tener fuerza de negociación o presión sobre los gobiernos, cuya actividad (nunca neutral como predice el modelo liberal) es vital para sus actividades y les proporciona la unidad de objetivos necesaria.

### Argentina
En la Argentina la primera organización patronal fue creada por los grandes terratenientes (estancieros) a mediados del siglo XIX con el nombre de Sociedad Rural Argentina (SRA). Poco después, antes de terminar el siglo XIX, los industriales crearon la Unión Industrial Argentina (UIA). Ya en el siglo XX los empresarios fueron creando grandes organizaciones patronales como la Cámara Argentina de Comercio (CAC), la Asociación de Bancos Argentinos (ADEBA), la Cámara Argentina de la Construcción, el Consejo Empresario Argentino (CEA), la Confederación de Asociaciones Rurales de Buenos Aires y La Pampa (CARBAP), Fedecámaras, la Confederación Argentina de la Mediana Empresa (CAME), entre otras.
Además esas grandes organizaciones patronales están integradas por gran cantidad de cámaras sectoriales (juguete, supermercados, calzado, indumentaria, metalúrgica, automóvil, madereros, etc.).
El sector patronal también ha creado organizaciones de investigación como la Fundación de Investigaciones Económicas Latinoamericanas (FIEL), el Centro de Estudios Macroeconómicos de Argentina (CEMA), y la Fundación Mediterránea y la Universidad del CEMA.

### España
En el caso de España, instituciones como las Cámaras de Comercio e Industria vienen a suplir la desaparición de los gremios a lo largo del siglo XIX, ya desde un punto de vista claramente empresarial. El proceso de industrialización español hará que sea en Cataluña donde aparezca la patronal más fuerte: el Fomento del Trabajo Nacional.
Los años terribles de enfrentamiento con métodos de terrorismo entre patronales y sindicatos en la Barcelona de los años 1920 terminarán con la Dictadura de Primo de Rivera, que plantea un modelo paternalista de corporativismo para la resolución de los conflictos sociales, a imitación del modelo fascista de Mussolini en Italia.
Tras la experiencia de la Segunda República española, en que los sindicatos de trabajadores tienen gran protagonismo (sistema de jurados mixtos), la guerra civil española y el Franquismo llevarán al modelo falangista del Sindicato vertical, en el que empresarios y trabajadores comparten institución representativa.
La transición a la democracia representó la disolución del modelo franquista y, junto a la libertad sindical para los trabajadores, la formación de múltiples asociaciones empresariales que se federaron en la CEOE y la CEPYME (esta última, de la pequeña y mediana empresa).
En el sector agrario funcionan las Cámaras agrarias, como institución oficial formada por representantes elegidos en votaciones periódicas; y las asociaciones de agricultores de distinta orientación (ASAJA, COAG -que integra a varias organizaciones regionales, como la Unió de Pagesos en Cataluña-, la Unión de Pequeños Agricultores y Ganaderos, etc.) que responden generalmente a un modelo reivindicativo y de movilizaciones y manifestaciones similar al sindical y muy espectacular (tractoradas, vertido o regalo de alimentos, etc.). El común interés en defender los precios agrícolas, las subvenciones, cuotas y otras políticas agrarias de la Unión Europea (PAC); agrupa situaciones personales muy diversas e incluso intereses divergentes, dada la diversidad social de los propietarios y gestores de las explotaciones agrarias (explotación familiar directa, explotación indirecta por arrendamiento, explotación por jornaleros), los distintos tamaños de éstas (minifundio, latifundio, propiedades medias) y las particularidades de cada subsector (cerealista, viti-vinícola, olivarero, vacuno -diferenciado en lechero y cárnico-, ovino, porcino, avícola, tabaquero, azucarero, arrocero, cítricos, invernaderos, etc.).